# Triphénylbismuth
Le triphénylbismuth est une substance organique élémentaire dérivée de l'arylbismuth comportant trois cycles aromatiques et un métal central : le bismuth(III). Il se présente sous forme de cristaux blancs et trouve ses applications dans de nombreux domaines de la chimie.

## Caractéristiques
La triphénylbismuth est un solide cristallin blanc, facile à manipuler et stable. Sa température de cristallisation est de 78 à 80 °C. Il est facilement soluble dans le benzène, le dichlorométhane, l'éther, le THF et l'acétate d'éthyle, mais très peu soluble dans l'hexane et insoluble dans l'eau.
La basicité protonique (pKb) du triphénylbismuth a été estimée à 8,81 par une méthode potentiométrique dans l’acide acétique.
Le moment dipolaire du triphénylbismuth est nul dans le benzène, le cyclohexane et l’octane. Cette observation suggère deux hypothèses : soit chaque groupe Ph-Bi est apolaire, soit les moments dipolaires des trois liaisons Ph-Bi sont compensés par celui du doublet non liant.
La distance de liaison Bi-C dans le triphénylbismuth est de 2,24 Å, et l’angle C-Bi-C mesure 94°, ce qui indique une faible contribution de l’hybridation des orbitales 6s-6p sur le bismuth.

## Synthèse
La première synthèse du triphénylbismuth fut réalisée par De Katelaere et al. en 1971, en faisant réagir un halogénure de bismuth(III) anhydre avec un organomagnésien.

## Chimie
Le triphénylbismuth, par son caractère d’acide de Lewis et sa faible toxicité, permet son utilisation dans des réactions de couplage en tant que source de nucléophile aromatique, mais également dans des réactions de protection/déprotection et dans des processus d’oxydation.
En effet, ces systèmes réactionnels, souvent catalytiques, sont parfois utilisés en milieu aqueux ou sans solvant et impliquent un métal de faible toxicité. Or les composés à base de bismuth(III) ont une toxicité faible par rapport à celle d’autres métaux lourds dont la toxicité augmente généralement avec leur position dans le tableau périodique.
La décomposition thermique du triphénylbismuth à 192-224 °C permet d’obtenir de l’éthylène, du butane et notamment des butylènes, en majorité dans la phase gazeuse.

## Utilisation
Le triphénylbismuth est principalement utilisé pour la formation de liaisons carbone. De par ses propriétés, il est utilisé dans de nombreuses réactions telles que des réactions de couplage croisé, spécialement médiées par la catalyse au palladium à l’aide d’halogénures d'aryles.
Il trouve également son application dans des réactions de couplage avec des dérivés d'halogénures de l’adduit de Baylis Hillman.
Par ailleurs, son utilisation est décrite dans la réaction de Heck. On le retrouve également dans des réactions de O-arylation et C-arylation.

## Données spectroscopiques

### Spectroscopie d'absorption
Le triphénylbismuth montre des absorptions caractéristiques λmax à 248 et 280 nm. La bande à 280 nm serait due à la transition p-p* du benzène tandis que celle à 248 nm proviendrait de la réaction de dissociation du triphénylbismuth.

### Spectroscopie vibrationnelle
Récemment, deux équipes de chercheurs ont étudié les spectres vibrationnels du triphénylbismuth en utilisant la nomenclature de Whiffen pour assigner les différentes fréquences observées.

### Spectroscopie IR et Raman

#### Équipe de Shobatake
Shobatake et ses collaborateurs ont rapporté les spectres IR et Raman du triphénylbismuth dans une solution de benzène et dans le Nujol. Dans la solution de benzène, la vibration t, qui est la principale vibration d'étirement des éléments phényls lourds, est attribuée à des bandes fortes à 237 et 220 cm−1 en spectroscopie IR. Ils ont également observé une bande moyennement polarisée à 237 cm−1 et une bande dépolarisée (un épaulement) à 219 cm−1 en spectroscopie Raman.
À l'état solide, les spectres IR et Raman sont plus complexes ; de ce fait, les conclusions quant à la structure du triphénylbismuth n’ont été déduites que des spectres en solution.

#### Équipe de Parrett
En accord avec Shobatake et ses collègues, Parrett attribue la vibration t aux bandes à 235 et 225 cm−1 dans le spectre infrarouge et aux bandes à 236 et 223 cm−1 dans le spectre Raman. La vibration u, cependant, est assignée à une bande moyennement polarisée à 216 cm−1 et un épaulement à 199 cm−1 dans le spectre infrarouge et une bande forte à 210 cm−1 et un épaulement à 201 cm−1 dans le spectre Raman.
Les affectations pour la vibration y sont similaires pour les deux équipes de recherche, mais les affectations pour la vibration x diffère.

### Symétrie
L’équipe de Shobatake conclut, sur la base de leurs données spectrales, que le triphénylbismuth possède soit une symétrie C3, soit une symétrie C3n, ces deux groupes ne pouvant pas être distingués au moyen des données spectrales observées. Cependant, une comparaison des modes d'étirement et de flexion (t et u) avec ceux calculés sur la base de la symétrie C3n a donné une excellente concordance entre les valeurs observées et théoriques, ce qui favorise l’hypothèse de cette symétrie.

### Spectroscopie RMN1H
En spectroscopie RMN du proton dans le chloroforme deutéré (CDCl3), le spectre montre la résonance des protons en ortho, méta et para à respectivement 8,7 ppm, 7,4 ppm et 7,39 ppm. Le bismuth ayant un spin de 9/2, le triphénylbismuth révèle quatre pics dont les fréquences sont : n1 = 29,785 Hz, n2 = 55,214 Hz, n3 = 83,516 Hz et n4 = 111,438 Hz.
La constante de couplage de ce quadruplet (eQqzz) a pour valeur 669,06 ± 0,13 MHz, ce qui indique que les liaisons du bismuth ont un caractère s à 8-9 % (spectre NQR = résonance quadripolaire nucléaire ou RMN à champ magnétique nul).